# زقين متخفي
زقين متخفي (الاسم العلمي:Diascia dissimulans) هو نوع من النباتات يتبع جنس الزقين من الفصيلة الغدبية.